# Zoran Ilić
Zoran Ilić (Senta, 2 de enero de 2002) es un jugador de balonmano húngaro, nacido en Serbia, que juega de lateral derecho en el HSV Hamburgo de la Bundesliga. Es internacional con la selección de balonmano de Hungría.
Su primer gran campeonato con la selección absoluta fue el Campeonato Mundial de Balonmano Masculino de 2023, y en verano de ese mismo año logró la medalla de plata en el Campeonato Mundial de Balonmano Masculino Junior de 2023 con la selección junior.

## Palmarés

### MKB Veszprém
- Liga húngara de balonmano (1): 2023
- Copa de Hungría de balonmano (3): 2021, 2022, 2023
- Liga SEHA (2): 2021, 2022

### Consideraciones individuales
- Mejor lateral derecho del Campeonato Mundial de Balonmano Masculino Junior de 2023[5]
- Mejor jugador joven húngaro (2): 2022, 2023[6]

## Clubes
| Club                       | País     | Año       |
| -------------------------- | -------- | --------- |
| NEKA                       | Hungría  | 2017-2019 |
| MKB Veszprém               | Hungría  | 2019-2023 |
| Orlen Wisła Płock (cedido) | Polonia  | 2020      |
| BFKA-Veszprém (cedido)     | Hungría  | 2020-2021 |
| HSV Hamburgo               | Alemania | 2023-Act. |